# 的黎波里大學
的黎波里大學（阿拉伯语：‎）是一所位於利比亞的黎波里的大學。的黎波里大學於1955年以公立非盈利性大學的定位成立，最初是利比亞大學的黎波里分校。1957年，該校理學部成立。1973年，利比亞大學一分爲二，其中的黎波里分校改名爲的黎波里大學。1976年，該校一度改名爲阿尔法塔赫大学，但在2012年改回了的黎波里大學的校名。